# Dmitrov
Dmitrov (rusko: Дми́тров, IPA: [ˈdmʲitrəf]) je mesto in upravno središče Dmitrovskega rajona v Moskovski oblasti v Rusiji, ki leži 65 km severno od Moskve na reki Jahromi in Moskovskem kanalu. Leta 2021 je imelo mesto 65.574 prebivalcev.
Poleg ostankov kremlja z Uspensko katedralo in samostana sv. Borisa in sv. Gleba med turistične znamenitosti sodijo številne cerkve in dobro ohranjene lesene mestne hiše z vrtovi. V sklopu praznovanja 850-letnice mesta so bili postavljeni številni spomeniki in skulpture, med drugim kipi Jurija Dolgorokega, Cirila in Metoda ter sv. Borisa in sv. Gleba. 

## Zgodovina
Dmitrov je eno najstarejših urbanih območij v Moskovski oblasti. Mesto je prvotno ustanovil Jurij Dolgoroki leta 1154, na mestu kjer se je rodil njegov sin Vsevolod. Ima se pojasnjuje s tem, da je bil Vsevolodov zaščitnik sveti Demetrij.
V 13. stoletju je naselje označevalo točko, kjer so se stikale meje Velike kneževine Moskve, Tvera in Perejaslavelj-Zalesskega. Naselje samo je do leta 1364 pripadalo knezom Galič-Merskega, ki je ležal veliko severneje. Tega leta pa je bilo priključeno Veliki moskovski kneževini. Dmitrij Donskoj in njegov vnuk Vasilij II. sta Dmitrov podelila njegovemu mlajšemu sinu, tako da je bil Dmitrov prestolnica drobne kneževine. Leta 1374 je kraj prejel mestne pravice.
Obdobje vladavine sina Ivana III., Jurija Ivanoviča (1503–1533), velja za zlato dobo Dmitrova. V tem času je bila zgrajena katedrala vnebozvzetja s črno streho v kremlju in manjša samostanska katedrala sv. Borisa in Gleba. Nato je mesto prešlo k Jurijevem bratu Andreju Starica. Leta 1569 je bilo mesto odvzeto Vladimirju Starica in je bilo dodano opričnini in začel se je zaton. Mesto je utrpelo nadaljnjo škodo v obdobju težav, ko so ga oplenili Poljaki.